# 茂物
茂物（又譯博果尔）是位于印度尼西亚爪哇岛西爪哇省的城市，在首都雅加达以南60公里，人口近800,000。雨量丰富，气候凉爽。十二至十六世纪曾为巽他王国的都城，并在历史上曾是荷佔时期的首都。有轮胎、纺织、机械等工业。植物园（建于1817年）闻名于世界。是避暑胜地。
知名華人歌星白嘉莉長年居住在此。